# 圣瓦尔
圣瓦尔（法語：Saint-Voir，法語發音：[sɛ̃ vwaʁ]）是法国阿列省的一个市镇，位于该省东部，属于穆兰区。

## 地理
圣瓦尔（46°24'23"N, 3°31'11"E）面积25.12 平方千米，位于法国奥弗涅-罗讷-阿尔卑斯大区阿列省，该省份为法国中部省份，北起涅夫勒省、西北接谢尔省，西南至克勒兹省，南至多姆山省，东南临卢瓦尔省，东临索恩-卢瓦尔省。
与圣瓦尔接壤的市镇（或旧市镇、城区）包括：古伊斯、梅尔西、讷伊勒雷阿勒、蒂奥讷、特雷托。

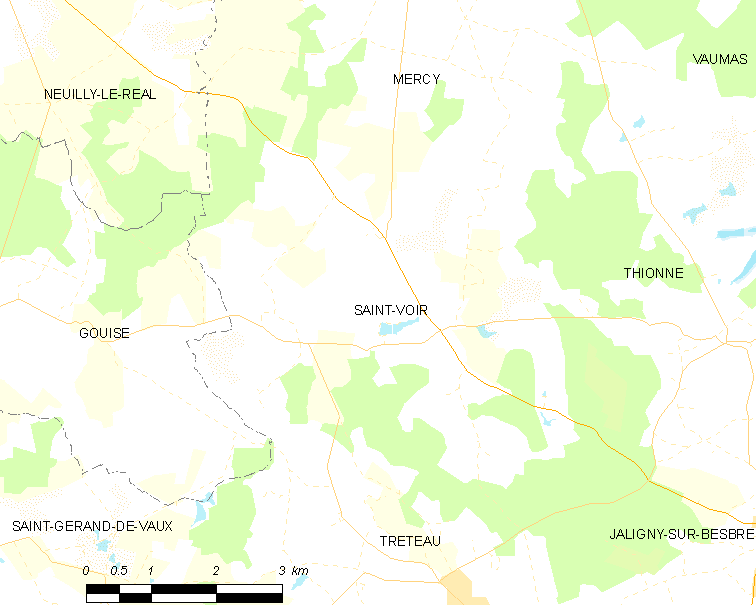
圣瓦尔的OSM定位图

圣瓦尔的时区为UTC+01:00、UTC+02:00（夏令时）。

## 行政
圣瓦尔的邮政编码为03220，INSEE市镇编码为03263。

## 政治
圣瓦尔所属的省级选区为穆兰第二县。

## 人口

1962-2008年间圣瓦尔人口变化图示

圣瓦尔于2022年1月1日时的人口数量为201人。